# Riserva faunistica del Selous
La riserva faunistica del Selous (Selous Game Reserve) è uno dei più grandi parchi faunistici del mondo, situato in Tanzania, in Africa orientale.
La riserva prende il nome da Frederick Courteney Selous, capitano dei Fucilieri Britannici, che vi trovò la morte nel 1917 durante un combattimento contro l'esercito coloniale tedesco. L'area, divenuta riserva di caccia nel 1905, è oggi una meta turistica di media importanza, ed è ancora in gran parte poco o per nulla battuta da esseri umani. La forte presenza di mosche tse-tse scoraggia infatti gli insediamenti in tutta la zona.

## Descrizione
La superficie complessiva del parco è di 54600 chilometri quadrati. Il Selous è suddiviso in due aree: Selous nord e Selous sud. 
I safari fotografici si svolgono nell'area nord (circa il 20% della riserva) mentre il rimanente 80% (Selous sud) è quasi esclusivamente riservato ai safari di caccia. 

Alcuni degli animali tipici della savana (per esempio elefanti, ippopotami, licaoni e coccodrilli) si trovano nel Selous in concentrazioni superiori a quelle di qualsiasi altro parco africano.
Luoghi di particolare interesse all'interno della riserva sono il fiume Rufiji (che sbocca nell'Oceano Indiano di fronte all'isola di Mafia) e la gola di Stiegler, un canyon di circa cento metri di profondità e altrettanti di larghezza, attraversato da una teleferica. Attorno alla gola si trova la maggior parte delle strutture ricettive della riserva (campeggi e lodge).
Nella riserva faunistica del Selous è consentito il safari a piedi, vietato nella maggior parte degli altri parchi nazionali africani. La linea di confine, che lascia i giacimenti di uranio della zona all'esterno della riserva, è stata approvata nel 2012.